# بطولة الأمم الرئيسية 1894
بطولة الأمم الرئيسية 1894 (بالإنجليزية: 1894 Home Nations Championship)‏ هو الموسم 12 من  بطولة الأمم الرئيسية. كان عدد الأندية المشاركة فيه  4، وفاز فيه منتخب أيرلندا الوطني لاتحاد الرغبي.